# Rita Lobo
Rita Faia Rago Lobo (São Paulo, 28 de setembro de 1974) é uma chef de cozinha, escritora, empresária e apresentadora de programas de culinária brasileira. Autora de diversos livros sobre culinária, incluindo o best seller Panelinha - Receitas que Funcionam. É apresentadora do programa diário "Cozinha Prática com Rita Lobo" do canal GNT.

## Carreira
O interesse de Rita pela comida surgiu aos 7 anos de idade, quando sua avó paterna lhe ensinou a fazer rocambole. Como viajava bastante em família, desde cedo experimentou culinárias de culturas diferentes.
Na adolescência, Rita pensava em ser veterinária porque gostava especialmente de cavalos. Aos 15 anos, fez um teste com o fotógrafo Bob Wolfenson e tornou-se modelo profissional até os seus 18 anos. Como modelo, pôde viajar por diversos países como Japão, Marrocos, África do Sul, França, Itália e Estados Unidos; e experimentar a cultura e as comidas locais. Dessa experiência gastronômica surgiu-lhe o interesse em aprender a cozinhar.
Em 1992, Rita trabalhou como apresentadora no canal MTV Brasil, com o programa “MTV a GoGo”, onde foi VJ. Falava sobre tendências de moda, comportamento, design e estilo no Brasil e no mundo.
A decisão de fazer um curso de gastronomia surgiu em uma viagem curta, de uma semana, à Nova York, que fez com amigas. Para fazer uma viagem mais longa, Rita decidiu fazer um curso de gastronomia e vendeu seu carro para custeá-lo. Se matriculou no Institute of Culinary Education (antes chamado de Peter Kump's School of Arts) em Nova York, Estados Unidos. Se formou no ano de 1995. Depois disso, fez especialização na Leith School of Food and Wine, em Londres.
Ainda em 1995, foi contratada pela Folha de S.Paulo, para escrever uma coluna dominical sobre culinária, com incentivo de Matinas Suzuki. Permaneceu como escritora da coluna até o ano 2000.
Ao retornar para o Brasil, Rita trabalhou no restaurante Carlota, de Carla Pernambuco, em São Paulo. E só no final da década de 1990, ela abriu o restaurante de comida oriental e tailandesa "O Oriental", juntamente com sua sócia e amiga Patrícia Li. Em 2000, decidiu se dedicar ao seu website Panelinha, que acabara de ser criado, por incentivo do seu amigo Matinas Suzuki. Com o sucesso de sua coluna semanal na Folha de S.Paulo, onde dava dicas de receitas, restaurantes e falava de assuntos relacionados à culinária, surgiu a ideia de criar o site Panelinha, com receitas básicas e todo o seu passo a passo de forma minuciosa. Cada receita é testada várias vezes, são usadas medidas padrões e compreensíveis para o público, buscando a melhor maneira de  executar, no menor tempo possível.
Em novembro de 2000, foi lançado o programa “Mulher de Verdade” no canal Bandeirantes. O quadro de culinária era dirigido por Rita Lobo, que também ensinava receitas para o público.
Em 2006, foi criada a editora Panelinha para a publicação de seus livros. [carece de fontes?]
No ano de 2010, Rita foi convidada por Angélica Santa Cruz para assinar a coluna de culinária da revista Lola, lançada em 28 de setembro do mesmo ano pela editora Abril. Rita Lobo permaneceu responsável pela coluna até a última publicação, no ano de 2013.
No dia 5 de abril 2012, estreou o Programa Cozinha Prática com Rita Lobo no Canal GNT. A primeira temporada foi composta de 13 episódios de 15 minutos cada. Na terceira temporada, em 2014, o programa passou a ter 30 minutos, e foi composto de 22 episódios.
No dia 3 de março de 2013, Rita estreou o programa “Panelinha na Rádio”, que foi ao ar aos domingos, ao meio-dia, nas rádios Estadão (AM 700, FM 92,9 e radio.estadao.com.br) e Eldorado (FM 107,3) em São Paulo. Com duração de uma hora, Rita e um convidado preparavam uma refeição para o almoço, enquanto conversavam. Os ingredientes e os utensílios necessários para a receita eram divulgados com antecedência no blog Panelinha, para que os ouvintes pudessem preparar a comida, enquanto ouviam o programa. No mesmo ano de estreia, o programa de rádio, ganhou o prêmio da Associação Paulista de Críticos de Artes (APCA), de melhor programa de rádio da categoria Variedades, rendendo-lhe um troféu.
O site Panelinha tem parceria com o Núcleo de Pesquisas Epidemiológicas em Nutrição e Saúde (Nupens) da Faculdade de Saúde Pública da Universidade de São Paulo – USP, desde 2016, sob chefia do professor Carlos Augusto Monteiro, que coordena o Guia Alimentar para a População Brasileira. O blog também tem o apoio da Sociedade Brasileira de Cardiologia (SBC).
Em outubro de 2018, Rita participou, em Brasília, do evento promovido pela Organização das Nações Unidas para a Alimentação e a Agricultura (FAO) em comemoração ao Dia Mundial da Alimentação (DMA), cujo tema era “Nossas ações são o nosso futuro”. Rita ministrou uma palestra magna e foi homenageada e presenteada com uma medalha comemorativa.
Durante a quarentena da pandemia do COVID-19, Rita realizou mais de 50 lives diárias, gravou uma série para seu programa no canal GNT e para o seu canal Panelinha no YouTube. Além de apresentar receitas, tirou dúvidas em suas redes sociais; o que reuniu em seu 11° livro chamado “Rita, Help! Me Ensina a Cozinhar”.
Rita Lobo na culinária se faz tão presente ao ponto de ser considerada a nova Ofélia Anunciato, a cozinheira que por muitos anos fazia receitas no programa Cozinha Maravilhosa de Ofélia (1968-1998) da extinta TV Tupi. Houve quem dissesse ser a Dona Benta da nova geração.
Em 3 de novembro de 2020, Rita lançou seu podcast “Cadê a Receita, Rita Lobo?” em diversas plataformas digitais, onde, às terças, recebia convidados para um bate papo descontraído sobre diversos assuntos, não necessariamente, sobre receitas.
Em setembro de 2021, a Rita Lobo apoiou a campanha #ZeraroDesperdicio juntamente ao Programa Mundial de Alimentos (WFP), que visava "reduzir o desperdício de alimentos e convidar as pessoas a ajudar a acabar com a fome." Rita participou de conversa online com o Kaká, embaixador do WFP no Brasil, para conscientizar as pessoas e discutir maneiras fáceis de evitar o desperdício em casa.
O site Panelinha deu origem à Editora Panelinha; ao Estúdio Panelinha; ao Canal Panelinha no YouTube e, também, ao Acervo Panelinha.

## Vida pessoal
Rita Lobo é descendente de húngaros e italianos, por parte de mãe, e portuguesa, por parte de pai. Sua mãe, Elisabeth Juliska Rago, historiadora antropóloga e professora universitária, é atualmente assistente doutora da Universidade Pontífica Católica de São Paulo - PUC. Seu pai Guilherme Lobo, engenheiro, já foi professor de matemática.[carece de fontes?]
Seu avô materno, o violinista Antonio Rago, era de família de imigrantes italianos. Foi um importante músico, tocando com grandes personalidades da sua época, por diversas regiões do Brasil e até no exterior. Compôs mais de 400 canções, lançou cerca de 10 LPs e foi um dos primeiros a tocar violão elétrico no Brasil. Era um exímio tocador, que lhe rendeu o título de “O Mago do Violão”. Foi também radialista e professor de violão. Faleceu em 2008, aos 91 anos, de pneumonia. Sua avó materna, Júlia (Juliska), era húngara.
Seu avô paterno, José Ignácio Lobo, médico Emérito, precursor de estudos endocrinológicos em São Paulo, falecido em 1994, aos 94 anos. Sua avó paterna, Maria Rita Garcez Lobo, de quem herdou o nome Rita. Além do nome, Rita herdou a receita de torta de nozes, de grande memória afetiva, especialmente no natal.
Rita Lobo é a filha do meio. Tem 2 irmãos. Fábio Rago Valentim, o irmão mais velho, é arquiteto. E Guilherme Antônio Rago Lobo, o irmão mais novo, é médico obstetra.[carece de fontes?]
É mãe de dois filhos, Gabriel Lobo e Dora Lobo, do seu primeiro casamento e tem mais duas enteadas, Daniela e Gabriela, filhas do atual cônjuge Ilan Kow; que é jornalista e seu sócio desde 2017, na produtora Panelinha.

## Livros
Rita Lobo tem 12 livros de culinária publicados, tendo vendido centenas de milhares de exemplares. Destacando-se na área de culinária do Brasil. Suas receitas são conhecidas por sempre darem certo.
O livro Panelinha - Receitas Que Funcionam, é o único livro nacional indicado pelo Guia Alimentar para a População Brasileira, documento oficial, publicado pelo Ministério da Saúde. Está na lista dos livros mais vendidos desde a primeira publicação.
Em 2013, o livro Cozinha de Estar foi indicado ao Prêmio Jabuti, ficando em terceiro lugar.
O livro Pitadas da Rita - Receitas e Dicas Práticas Para Deixar o Dia a Dia Mais Saboroso, de 2014, foi dedicado à sua mãe.
Em 2015, o livro Cozinha Prática foi considerado a melhor obra na categoria Easy Recipes pelo Gourmand World Cookbook Awards, que é a maior premiação internacional de editoração de gastronomia e vinhos do mundo.
Em 2017, o livro O Que Tem na Geladeira, foi um dos únicos livros de culinária no primeiro lugar de mais vendidos da Veja, na categoria de não ficção.
Em 2020, o livro Só para um: Alimentação saudável para quem mora sozinho ganhou o prêmio Gourmand World Cookbook Awards, na categoria Bestsellers.
No mês de maio de 2023, Rita Lobo lançou a primeira edição do novo livro Panelinha Receitas que Funcionam, que reúne 550 receitas, todas com foto, distribuídas em 12 capítulos e 482 páginas.

## Obras
- 2007 - Culinária para Bem Estar: Receitas Anti-TPM. São Paulo: Panelinha. 2007. 188 páginas. ISBN 9788560710003
- 2008 - A Conversa Chegou à Cozinha: Crônicas e Receitas. Rio de Janeiro: Editora Ediouro. 2008. 207 páginas. ISBN 9788500018046
- 2010 - Panelinha - Receitas Que Funcionam. São Paulo: Editora Senac São Paulo. 2010. 400 páginas. ISBN 9788539600526
- 2012 - Cozinha de Estar: Receitas Práticas para Receber. 2a ed. São Paulo: Editora Paralela. 2012. 239 páginas. ISBN 9788565530156
- 2014 - Pitadas da Rita. Receitas e Dicas Práticas Para Deixar o Dia a Dia Mais Saboroso. São Paulo: Panelinha. 2014. 312 páginas. ISBN 9788567431024
- 2015 - Cozinha Prática. São Paulo: Editora Senac São Paulo; São Paulo: Editora Panelinha. 2015. 303 páginas. ISBN 9788539605064
- 2016 - O que tem na Geladeira? São Paulo: Senac São Paulo; São Paulo: Panelinha. 2016. 351 páginas. ISBN 9788539610914
- 2017 - Comida de Bebê: Uma Introdução a Comida de Verdade. São Paulo: Ed. SENAC; São Paulo: Panelinha. 2017. 168 páginas. ISBN 9788539613298
- 2018 - Cozinha a Quatro Mãos. São Paulo: Ed. SENAC; São Paulo: Panelinha. 2018. 167 páginas. ISBN 9788539624539
- 2019 - Só Para Um: Alimentação Saudável Para Quem Mora Sozinho. São Paulo: Editora Senac São Paulo; Editora Panelinha. 2019. 168 páginas. ISBN 9788539629510
- 2020 - Rita Help! Me Ensina a Cozinhar. São Paulo: Editora Senac São Paulo; Editora Panelinha. 2020. 88 páginas. ISBN 9786555362022
- 2023 - Panelinha Receitas que Funcionam. São Paulo: Editora Senac São Paulo; Editora Panelinha. 2023. 482 páginas.  ISBN 9788539638512